# Colibrí cua-ratllat
El colibrí cua-ratllat (Eupherusa eximia) és una espècie d'ocell de la família dels troquílids (Trochilidae) que habita des del sud de Mèxic fins l'oest de Panamà.